# Бірлік (Шал-акина район)
Бірлі́к (каз. Бірлік) — село у складі району Шал-акина Північноказахстанської області Казахстану. Входить до складу Приішимського сільського округу.
Населення — 252 особи (2021; 356 у 2009, 455 у 1999, 510 у 1989).
Національний склад станом на 1989 рік:
- казахи — 100 %.